# National Association for the Advancement of Colored People
The National Association for the Advancement of Colored People forkortes NAACP  er en af USAs ældste og mest indflydelsesrige borgerrettighedsbevægelser. Organisationen blev grundlagt i 1909 og arbejder for politisk, uddannelsesmæssig, social og økonomisk lighed for alle mennesker og mod racisme og diskrimination. Organisationen har hovedsæde i Baltimore, Maryland.